# Liste der kaiserlichen Generale der Frühen Neuzeit
Die Liste der kaiserlichen Generale der Frühen Neuzeit nimmt alle Militärpersonen auf, die im Dienst des Römisch-deutschen Kaisers standen und im Generalsrang die Kaiserlichen Truppen befehligten. Sie unterstanden den Habsburgern bzw. dem bayerischen Kurfürsten (Haus Wittelsbach, 1742–1745). Nicht aufgenommen wurden Generale, die erst nach dem Ende des Heiligen Römischen Reiches im Kaisertum Österreich (ab 1806) ernannt wurden. Auch nicht aufgenommen wurden Generale des Reiches, die nur vom Reichstag ernannt wurden.
NB: Nur vereinzelt aufgenommen sind bisher die kaiserliche Generale des 16. Jahrhunderts.

## Generalsränge
Die Generale des römischen Kaisers hatten folgende Rangstufen:
- General-Capo oder Generalissimus
- Generalleutnant (GL)
- Feldmarschall (FM)
- Feldzeugmeister (FZM) oder General der Kavallerie (GdK)
- Feldmarschallleutnant (FML)
- Generalfeldwachtmeister (GFWM), ab ca. 1770 Generalmajor (GM)
- Generalkommandant zu Ross und zu Fuß (17. Jahrhundert)

Reichsgeneralfeldmarschall (RGFM), Reichsfeldzeugmeister (RFZM) und Reichsgeneralfeldmarschalleutnant (RGFML) waren Ränge des Reiches, die vom Reichstag bestellt wurden.
Die Listen führen auch Generalsränge anderer Territorien auf:
- Generalwagenmeister (Kurfürstentum Bayern, Schwäbischer Reichskreis, Oberrheinischer Reichskreis, Fränkischer Reichskreis)
- Brigadier (Königreich Spanien, Republik der Sieben Vereinigten Provinzen)
- Maréchal de camp (Königreich Frankreich)